# Де-Борджіа (Монтана)
Де-Борджіа (англ. De Borgia) — переписна місцевість (CDP) в США, в окрузі Мінерал штату Монтана. Населення — 91 особа (2020).

## Географія
Де-Борджіа розташований за координатами 47°22′46″ пн. ш. 115°19′7″ зх. д. / 47.37944° пн. ш. 115.31861° зх. д. (47.379410, -115.318591).  За даними Бюро перепису населення США в 2010 році переписна місцевість мала площу 15,20 км², уся площа — суходіл.

## Демографія
Згідно з переписом 2010 року, у переписній місцевості мешкало 78 осіб у 40 домогосподарствах у складі 27 родин. Густота населення становила 5 осіб/км².  Було 52 помешкання (3/км²).
Расовий склад населення:
| - 100,0 % — білих |

До двох чи більше рас належало 0,0 %. Частка іспаномовних становила 0,0 % від усіх жителів.
За віковим діапазоном населення розподілялося таким чином: 10,3 % — особи молодші 18 років, 57,6 % — особи у віці 18—64 років, 32,1 % — особи у віці 65 років та старші. Медіана віку мешканця становила 57,6 року. На 100 осіб жіночої статі у переписній місцевості припадало 85,7 чоловіків;  на 100 жінок у віці від 18 років та старших — 89,2 чоловіків також старших 18 років.
Цивільне працевлаштоване населення становило 0 осіб. 